# Efrem Zimbalist Jr.
Efrem Zimbalist Jr. (ur. 30 listopada 1918 w Nowym Jorku, zm. 2 maja 2014 w Solvang) – amerykański aktor filmowy i telewizyjny. Laureat Złotego Globu dla najbardziej obiecującego nowego aktora w filmie Too Much, Too Soon (1958). Był jeszcze trzykrotnie nominowany do Złotego Globu; dwukrotnie dla najlepszego aktora drugoplanowego w filmach Bądź w domu przed zmrokiem (1958) i Doczekać zmroku (1967) oraz występ w serialu ABC The F.B.I. (1965–1974) jako najlepsza gwiazda telewizyjna.

## Życiorys

### Wczesne lata
Urodził się w Nowym Jorku jako syn Almy Gluck (1884–1938), śpiewaczki operowej, i Efrema Zimbalista (1889–1985), wybitnego skrzypka, kompozytora oraz dyrygenta. Jego matka była Żydówką pochodzącą  z Rumunii, a ojciec był potomkiem żydowskich emigrantów z Rosji. Jego ojciec przeszedł z judaizmu na chrześcijaństwo, kiedy przybył do Stanów Zjednoczonych, a rodzina przyjęła wiarę Kościoła Episkopalnego.
Po ukończeniu St. Paul’s School w Concord w New Hampshire, studiował na Uniwersytecie Yale. W 1936 przeprowadził się z powrotem do Nowego Jorku, gdzie pracował przy opracowaniu stron dla radia NBC, gdzie miał małe role na antenie, a także występy. Kontynuował naukę w Neighborhood Playhouse, a następnie służył w United States Army podczas II wojny światowej.

### Kariera
W 1946 zadebiutował na Broadwayu w spektaklu Roberta E. Sherwooda The Rugged Path ze Spencerem Tracym. Następnie wystąpił w broadwayowskiej sztuce Hedda Gabler z Evą Le Gallienne. Odniósł sukces na Broadwayu w trzech operach Giana Carla Menottiego – The Medium, The Telephone i The Consul, która zdobyła nagrodę Pulitzera w dziedzinie muzyki w 1950.
W latach 1954–1955 występował jako James Gavin w operze mydlanej NBC Concerning Miss Marlowe. W 1956 podpisał kontrakt z Warner Bros. Pojawił się jako gracz Dandy Jim Buckley w serialu Maverick (1957) z Jamesem Garnerem. W 1959 otrzymał Złoty Glob dla najbardziej obiecującego nowego aktora za rolę Vincenta Bryanta w filmie biograficznym Too Much, Too Soon (1958) z Dorothy Malone i Errolem Flynnem. W USA zdobył olbrzymią popularność dzięki roli prywatnego detektywa Stuarta „Stu” Baileya w serialu kryminalnym ABC 77 Sunset Strip (1958–1963) i jako inspektor Lewis Erskine w serialu ABC The F.B.I. (1965–1974), zdobywając w 1969 nominację do Złotego Globu jako najlepsza gwiazda telewizyjna. Był dwa razy nominowany do Złotego Globu dla najlepszego aktora drugoplanowego za rolę doktora Jacoba „Jake’a” Diamonda, który doświadcza antysemityzmu w szkole, w której naucza w dramacie Mervyna LeRoya Bądź w domu przed zmrokiem (1958) z Jean Simmons i jako fotograf Sam Hendrix, mąż niewidomej Susy (Audrey Hepburn) w dreszczowcu Terence’a Younga Doczekać zmroku (1967).
Z dużym uznaniem spotkała się jego dubbingowa rola w serialu animowanym Batman (1992–1998), gdzie podkładał głos postaci Alfreda Pennywortha.

## Życie prywatne
W grudniu 1941 poślubił Emily Munroe McNair. Mieli dwoje dzieci, syna Efrema „Skipa” Zimbalista III (ur. 1947) i córkę Nancy (1944–2012). W styczniu 1950 Emily zmarła na raka. W 1956 ożenił się z Lorandą Stephanie Spalding. Drugie imię Lorandy otrzymała ich córka, aktorka Stephanie Zimbalist. 5 lutego 2007, w wieku 73 lat, Loranda zmarła na raka płuc.
Zmarł 2 maja 2014 w wieku 95 lat z przyczyn naturalnych w swoim domu w Solvang w stanie Kalifornia.

## Filmografia

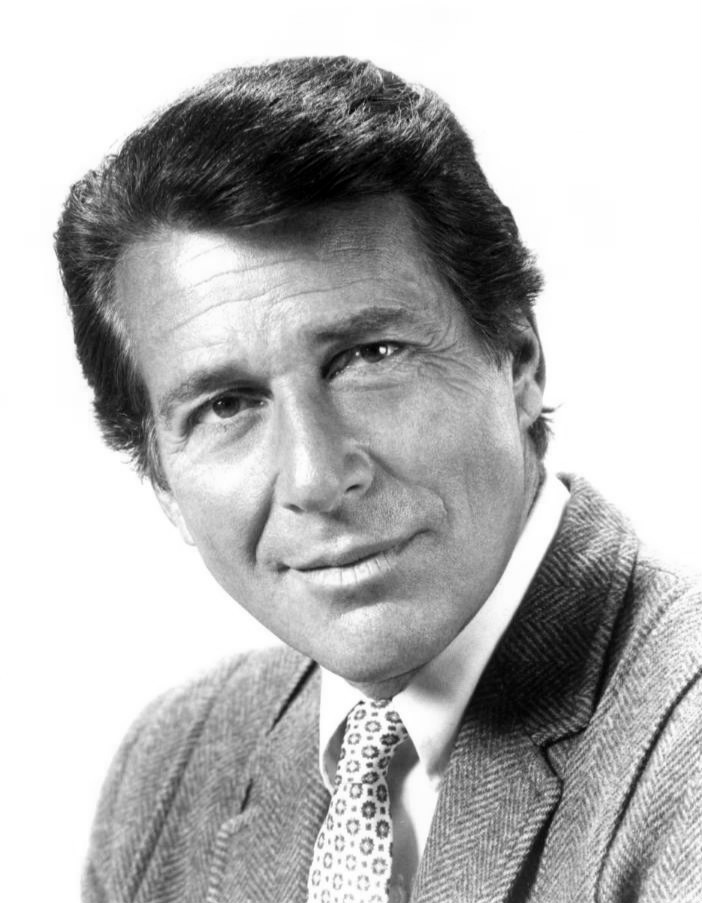
Zimbalist w 1972

### Filmografia
- Dom ludzi obcych (1949) jako Tony Monetti
- Bombowce B-52 (1957) jako płk. Jim Herlihy
- Zatoka Aniołów (1957) jako porucznik Ethan Sears
- Bądź w domu przed zmrokiem (1958) jako Jacob „Jake” Diamond
- Raport Chapmana (1962) jako Paul Radford
- Cosa Nostra (1967) jako Lewis Erskine
- Doczekać zmroku (1967) jako Sam Hendrix
- Port lotniczy 1975 (1975) jako kapitan Stacy
- Hot Shots! (1991) jako Wilson
- Taksówka wspomnień (1998) jako Vice Chancellor

### Role w serialach telewizyjnych
- Statek miłości (1977–1986) jako Dan Whitman (gościnnie)
- Wyspa Fantazji (1978–1984) jako pan Baldwin (gościnnie)
- Detektyw Remington Steele (1982–1987) jako Daniel Chalmers (gościnnie)
- Hardcastle i McCormick (1983–1986) jako Emmett Parnell (gościnnie)
- Niebezpieczne ujęcia (1984–1985) jako E.G. Dawson (gościnnie)
- Napisała: Morderstwo (1984–1996) jako gen. Havermeyer (gościnnie)
- Zorro (1990–1993) jako don Ajelandro de la Vega (zagrał w pierwszych 25 odcinkach)
- Gdzie diabeł mówi dobranoc (1992–1996) jako Hal Klosterman (gościnnie)
- Prawo Burke’a (1994–1995) jako Sam Gallagher (gościnnie)
- Pomoc domowa (1993–1999) jako Theodore Timmons (gościnnie)
- One West Waikiki (1994–1996) jako Walter Mansfield (gościnnie)
- Babilon 5 (1994–1998) jako William Edgars (gościnnie)

### Roledubbingowe
- Batman (1992–1998) – Alfred Pennyworth
- Batman: Maska Batmana (1993) – Alfred Pennyworth
- Motomyszy z Marsa (1993–1996) – król Arthur
- Iron Man: Obrońca dobra (1994–1996) – Justin Hammer
- Spider-Man (1994–1998) – dr Octopus/dr Otto Octavius
- Gargulce (1994–1997) – Mace Malone
- Potężne Kaczory (1996–1997) – dr Denton P. Hookerman
- Superman (1996–2000) – Alfred Pennyworth
- Batman i Mr. Freeze: Subzero (1998) – Alfred Pennyworth
- Liga Sprawiedliwych (2001–2006) – Alfred Pennyworth
- Batman: Tajemnica Batwoman (2003) – Alfred Pennyworth